# Glotin (anches)
Pour les articles homonymes, voir Glotin.
À son origine, la maison Glotin est  une manufacture d'anches simples et doubles pour les différents bois fondée par Albert Glotin, hautboïste, en 1945 et installée à Ezanville. La maison exploite ses propres roseaux de Provence (arundo donax) qui proviennent de Fréjus dans le Var d'une plantation historique déjà utilisée par l'ancienne maison SERF (famille Biasotto). Elle exporte ses produits dans plus de soixante dix pays. 
En 1976, Albert Glotin rachète la maison Chèdeville-Lelandais, spécialiste de la facture de tampons, installée à Ivry-la-Bataille et la déménage à  Écouen-Ézanville. L'entreprise est rebaptisée Glotin-Chèdeville-Lelandais. 
La maison Glotin a également repris la maison « Déru et Cie » (1929 : manufacture d'anches et de becs pour instruments à vent), initialement appelée « Peyruquèoü et Déru » fondée en 1923  par Fulgence Déru (1892-1978) et le saxophoniste Félix Peyruquèoü (1872-1929), au 10 rue de la Fontaine-du-But à Paris.
L'activité anches de la maison Glotin a été rachetée en 2005 par la maison Neuranter et a été transférée à Lagny-sur-Marne. La manufacture s'est spécialisée dans les anches doubles et leurs accessoires et  a pris le nom de société « anches Neuranter Glotin ». Glotin est devenue une marque déposée. L'activité de fabrication de tampons est reprise par M. Ryckeböer, son ancien comptable et garde le nom de Chèdeville-Lelandais. 
Le roseau Glotin est en général de force moyenne. Le roseau Glotin est riche en veines.
Durant quinze ans, le clarinettiste Jacques Lancelot a été testeur d'anches pour la maison Glotin.

## Prix
- 2001 : Prix artisanat décerné par le secrétariat d'état au PME, au Commerce à l'artisanat et à la consommation[6] ;
- 2003 : Prix de la meilleure performance à l'exportation décerné par le Conseil général 77[7].

## Produits actuels
Anche pour instruments à anche double(basson, Fagott, contrebasson, hautbois, cor anglais, hautbois d'amour, bombarde...)
- roseaux en canon
- anche gougée
- anche double finie et semi-finie dans différentes coupes et forces : coupe française, coupe américaine...

Accessoires
- couteau à gratter les anches, fil laiton, lime pour anche, mandrin pour monter les anches, étui à anche, tube en laiton ou en maillechort brasé à l'argent pour monter les anches...

## Anciens produits

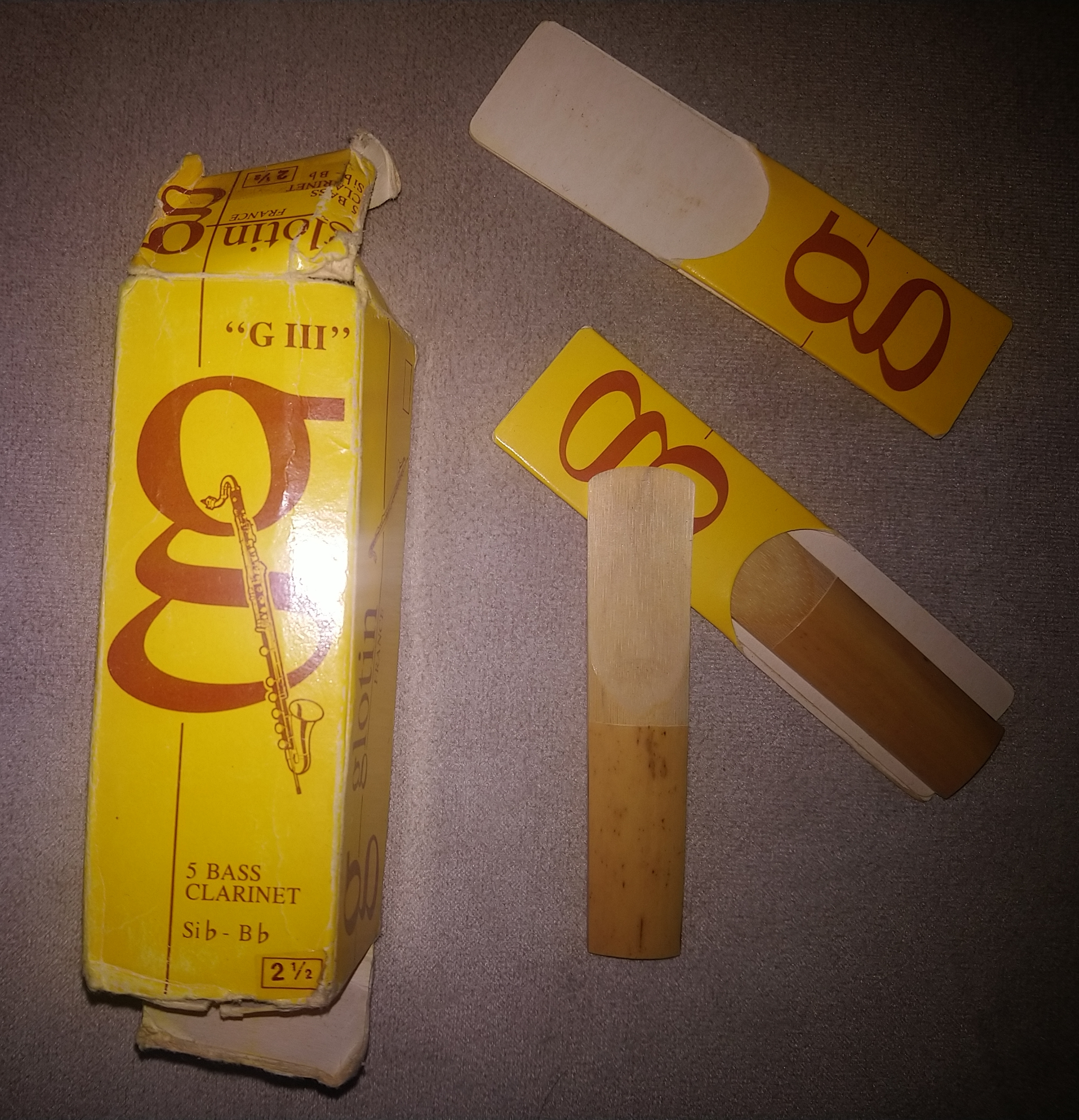
Anches pour clarinette basse Glotin et leur boîte. Modèle "G III".

- Anches simples
  - Clarinettes
  - Saxophones